# آندریاس مانگا
آندریاس مانگا (انگلیسی: Andreas Manga؛ زادهٔ ۱۵ اکتبر ۱۹۸۰) بازیکن فوتبال اهل سنگال است.
از باشگاه‌هایی که در آن بازی کرده‌است می‌توان به باشگاه فوتبال لو آور اشاره کرد.